# Kalhovdfjord
De Kalhovdfjord is een meer in het noorden van de hoogvlakte Hardangervidda behorende bij de gemeente Tinn in de provincie Telemark in het zuiden van Noorwegen.
Ten noorden ligt Geilo. Het behoort tot het stroomgebied van Skien. De rivier de Mår komt uit in het meer. Ten zuiden liggen de meren Møsvatnet, Gøystavatnet en Tinnsjå.
Bij het meer ligt de toeristenhut Kalhovd.

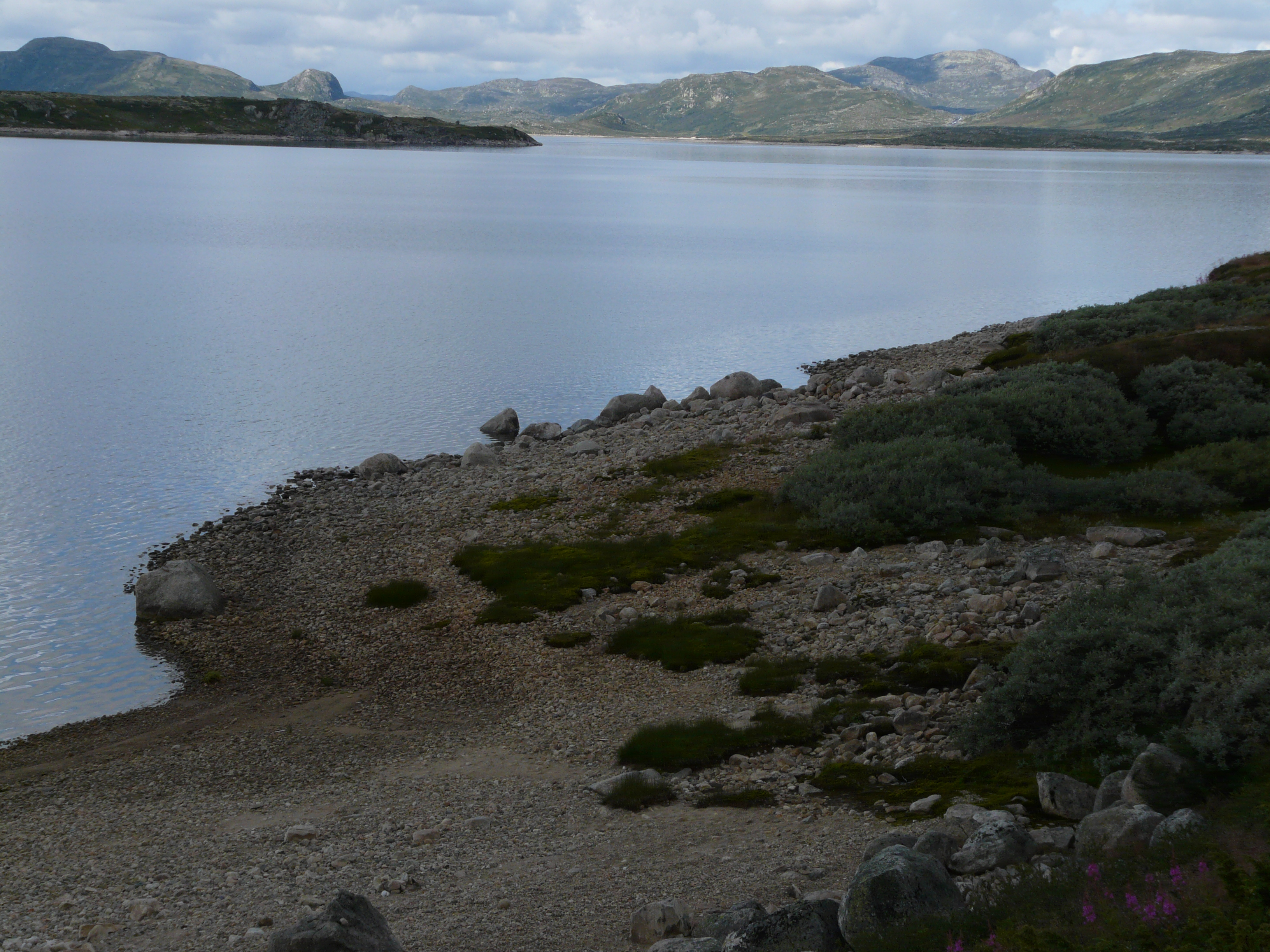
Kalhovdfjord